# Войнарский, Ян
Ян Войнарский (пол. Jan Wojnarski; 1879, Тарнув — 14 октября 1937, Краков) — польский художник, график, профессор Краковской академии искусств.

## Биография
Родился в семье церковного органиста. С 1902 обучался в Краковской академии искусств под руководством Флориана Цинка, Яна Станиславского и Леона Яна Вычулковского. В 1904—1905 совершил творческую поездку в Италию.
Вернувшись на родину, поступил на работу в мастерскую профессора Юзефа Панкевича.
С 1911 работал в Краковской академии искусств, прошëл путь от младшего ассистента до профессора графики (1929).
В 1937 был награждён золотой медалью на Всемирной выставке в Париже. Его пейзажи получили много наград в стране и за рубежами Польши.

## Творчество
Ян Войнарский — мастер пейзажа, чаще небольшого формата, в которых ощутимо влияние творчества Яна Станиславского.
Широко известный график.
Автопортрет художника находится в коллекции Британского музея, много работ в Краковском Национальном музее и Национальном музее в Варшаве.

## Галерея
|  |  |  |  |